# ずんだ

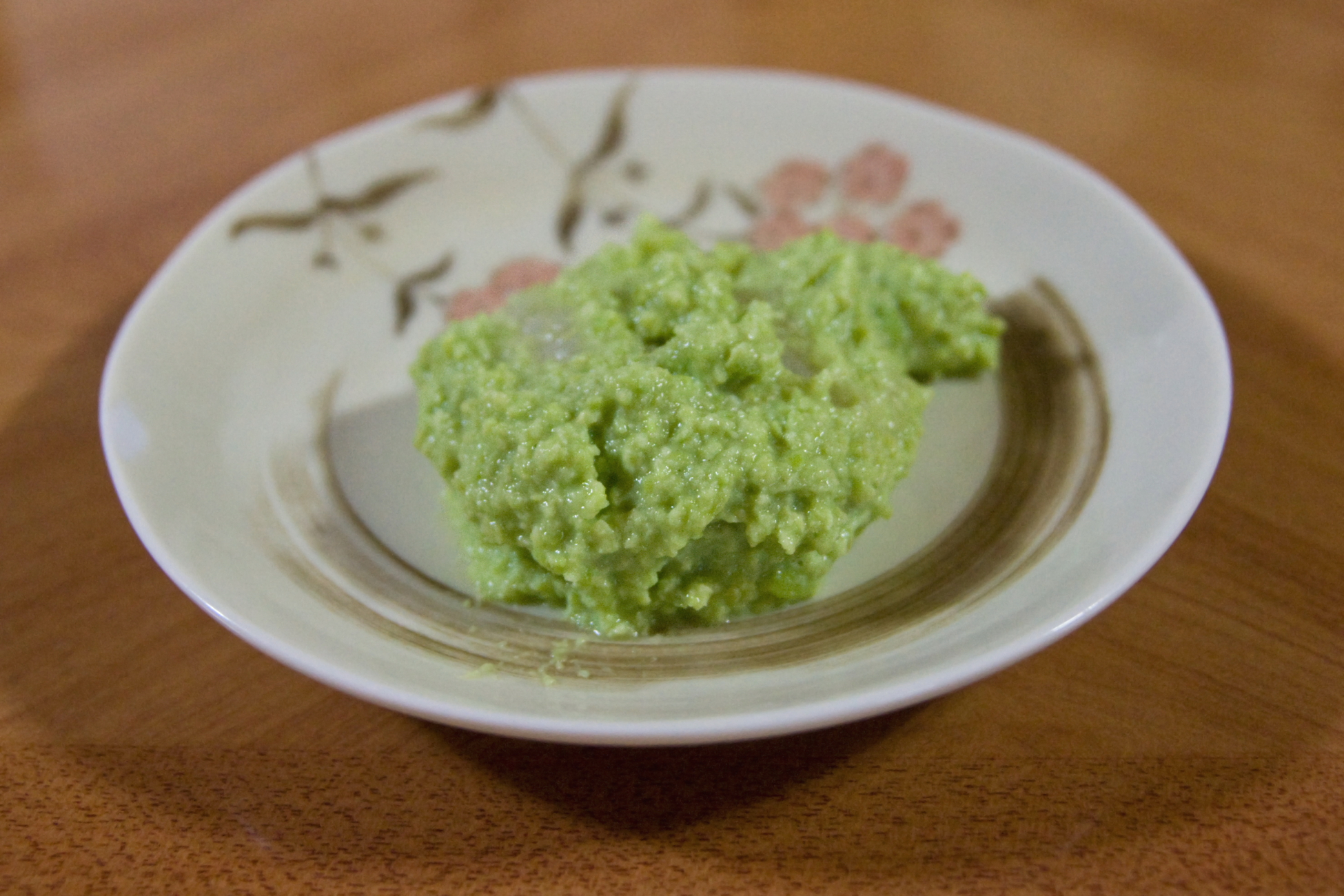
ずんだ餅

ずんだは、枝豆（未成熟な大豆）またはそら豆をすりつぶして作る緑色のペーストのこと。「づんだ」「じんだ」「じんだん」「ヌタ」とも呼ばれる（以下、「ずんだ」を用いる）。北東北南部の秋田県・横手盆地や岩手県南部、南東北の宮城県・山形県・福島県、および、北関東の栃木県北西部において郷土料理に用いられる。
甘味のずんだ餅、あるいは、塩味の和え物として利用するのが伝統的である。近年、さまざまなずんだ料理や新製品の開発が進み、甘味のものはずんだスイーツと括られるようになってきた。さらに、塩味のスナック菓子や料理にも使われ、ひとつの料理のジャンルと化して来ている。
うぐいす餡と似ているが上述のようにずんだが原料に枝豆を使うのに対して、うぐいす餡は青エンドウ（グリーンピース）を使う点で異なる。

## 概要
ずんだの元となる青ばた豆は夏に収穫されるため、ずんだは季節料理、特にずんだ餅はお盆のお供えとして認識されている面もある。その鮮やかな緑色は、ずんだを食する地域では風物詩でもある。例えば、仙台においてずんだ餅を販売する店は仙台七夕あたりからお盆までが繁忙期であり、年間のずんだ餅販売数の約半分をこの時期に売り上げる店もある。季節外れのずんだには大豆を使用し着色料を加えたものもあった。
1989年（平成元年）に(株)黄金食品が郵便局のふるさと小包による「冷凍ずんだ餅」の通販を開始以降、同業他社でも冷凍食品の枝豆を用いたずんだが年間を通して作ることが出来るようになっている。業務用にずんだ餡や枝豆ペーストがすでに開発されていたが、2008年（平成20年）になり、お湯を注ぐとずんだ餡に戻る粉末が山形県で開発され、さらに、真空条件下で枝豆のペーストやジャムを生産する技術が宮城県で開発されるなど、これら画期的な技術開発によりずんだ業界に変革がもたらされると期待されている。
近年、あずき餡や抹茶粉末と同様に、和菓子に限らず洋菓子にもずんだを用いる試みが行われており、ずんだスイーツと呼ばれるジャンルが形成されてきている。他方、塩味のずんだ料理の開発も進んでいる。さらに仙台市では、ずんだ餡に黒豆と竹炭を加え、もちにも黒米を加えて作られた黒色のずんだ餅が開発され、「ずんだは緑色」との既成概念を崩す試みがなされている。これは、ずんだ独特の青臭さを苦手とする人にも、ずんだを食してもらうための試みでもある。
一方、山形県・庄内地方の「だだちゃ豆」や宮城県の「仙台ちゃ豆」など、特産の枝豆をずんだに用いて、製品の差別化を狙う動きも見られる。
ずんだが食される地域にはずんだを看板メニューにした餅店や和菓子店などがあり、土産品としての商品開発も活発である。2015年（平成27年）12月4日には、JR仙台駅にずんだを販売する専門店を集めた「ずんだ小径」が開設された。ずんだのイベントとして、宮城県角田市・角田駅前広場で10月上旬頃に開催される「角田ずんだまつり」が2003年（平成15年）から開催されている。

## 名称・語源

### 名称の分布
地域によっては複数の呼称が存在するが、概ね以下のように名称が分布している。
- 「ずんだ」「づんだ」：旧仙台藩領域である岩手県南部・宮城県・福島県新地町のほか、奥羽山脈を挟んで岩手県南部と隣接する秋田県横手盆地や山形県最上地方など。
- 「ずんだん」：山形県北村山地方[7][8]。
- 「じんだ」：会津地方を除く福島県、秋田県南地方、青森県津軽地方、長野県上伊那地方、山形県庄内地方など。
- 「じんだん」：旧伊達領である山形県置賜地方など[9]。
- 「ヌタ」「豆ヌタ」：山形県村山地方・福島県会津地方など。
- 「のた」：長野県諏訪地方・伊那地方など。

### 語源・発祥
「ずんだ」「じんだ」の語源として、以下のような説がある。
1. 茹でた枝豆はそのまますれるほど柔らかくないため、まず初めにすりこぎで叩いたり押たりして潰す作業が必要であり、それが「豆を打つ」と解釈されて『豆打』（ずだ≒打豆）となり、「豆ん打」に転訛したとする説。
2. 「伊達政宗が、出陣の際に『陣太刀』で枝豆を砕いて食した」とのエピソードに由来するとする説。『陣太刀』（じんたち）は、東北方言では「じんだづ」「ずんだづ」などと発音されるが、これが「じんだ」または「ずんだ」に転訛した。
3. 甚太（じんた）という百姓が伊達政宗へ献上するために考えた餅が政宗に気に入られ「じんた餅」と言われたという説。
4. 古くはぬか味噌または五斗味噌[† 1]のことを「糂汰（じんだ）」と言った[† 2]が、枝豆をすりつぶした当料理にも名称を拡大適用したとする説。

1.の「豆ん打」説が著名であるが、正しいのは4.の「糂粏」の説であるとされている。方言学者の小林隆も同様に「ずんだ」の語源は「糂汰」であると述べており、他にも、4.が有力であるという記述が見られる。
また、伊達家の料理を記した『料理集』には「茄子」の項目の「ぢんた茄子」の説明に「青大豆ぢんたを右に汁にて　とろ／＼とのべ懸申候　ぢんたへさとうを少加ひ申候」や「ぢんたあへ」という記述がある。青大豆に少量の砂糖を加えた餡を「ぢんた」と呼んでいるようで、仙台古典料理研究家の佐藤敬三が「ずんだの原形」と見ている。
伊達政宗は米沢出身で会津も一時、政宗の支配下にあった時代があり、ずんだが広く伝わっている地域は、政宗と関係のある地域が多い。そのため、山形県、宮城県、福島県の境界付近から広まった可能性もありうる。
その他の呼称については語源は不明。

## 作り方
ずんだ（枝豆ペースト）の作り方
1. 枝豆（青ばた豆）の大豆をゆでる。
2. 豆をさやから取り出す。
3. 薄皮を取り除く。
  - 一般的には薄皮を取り除くが、商品化されているずんだでも取り除いていないものもまれに見られる。
4. すり鉢を使い、ペースト状になるまで潰す。
  - 宮城県では、多少粒が残る程度（細かいひき割りに近い状態）が好まれるが、山形県では、完全にすり潰したこし餡に近いものもしばしば見られる。

ずんだ餅に用いる場合は、このずんだ（枝豆ペースト）に適量の砂糖と塩少々を加え、よく混ぜ合わせる。少量の味噌を隠し味として加える場合もある。
ずんだの和え物に用いる場合は、このずんだ（枝豆ペースト）にだし汁などを加えて味を調える。

## ずんだを用いた料理

### 甘味（ずんだスイーツ）
和菓子のみならず、洋菓子にも使用されるようになってきたため、「ずんだスイーツ」と総称されることもある。

#### 伝統的なもの

##### ずんだを用いた伝統的な郷土料理
和菓子
- ずんだ団子 - 外観上はうぐいす餡の団子に酷似している。
※仙台の団子屋では、「ずんだ」・「あずき」・「ごま」・「くるみ」・「しょうゆ（みたらし）」の5種類の味の団子が揃えてあるのが一般的である。その他、もちに絡める場合には、大根おろしに干しエビを混ぜたものや納豆もちなどもしばしば売られている。
- ずんだ餅
- ずんだのぼたもち
  - ※実際には、ずんだぼたもちやずんだおはぎとは呼ばれず、これも、ずんだ餅と呼ばれる。お盆などのお供えには、これが用いられることが多い。
- ずんだばっと

和え物
- ナスのずんだ和え
  - 1943年8月7日の朝日新聞に仙台の郷土食と紹介されている[17]が、山形県でも「ナスのぬだ和え」と呼ぶ同様のものがある。
- アケビのずんだ和え
  - 山形県で見られる。アケビの果皮と和える。

#### 新規に開発されたもの

##### 「ずんだ餡」を用いるもの
- ずんだ大福
  - 1層型: ずんだのみ、あるいは、ずんだと生クリームを和えたもの
  - 2層型: ずんだと生クリーム、あるいは、ずんだとクリームチーズ
- ずんだ饅頭
- ずんだ羊羹
- ずんだクレープ
- ずんだたい焼き
  - たい焼きの中身をずんだ餡にしたもの
  - 「白いたい焼き」の皮にずんだを練りこんだ上に、中身もずんだ餡にしたもの
- ずんだ最中
- ずんだかき氷
- ずんだ春巻き（小学校の給食の一品）
- ずんだ寒天（牛乳寒天の一種）

##### 「ずんだクリーム」あるいは「ずんだムース」を用いるもの
- ずんだクリームあんみつ
- ずんだミルクパフェ（ずんだムースに黒蜜を和えてわらびもちにかけ、ミルクプリンをのせたもの）[18]
- ずんだクリームロールケーキ
- ずんだモンブラン
- ずんだ生クリーム大福
- ずんだ生どら焼き

##### ドリンク
- ずんだシェイク
  - 仙台市都心部における代表的な食べ歩きメニューの1つとされる[19]。2015年6月1日深夜放送の日本テレビ系列『月曜から夜ふかし』において、マツコ・デラックスが「超うまい」「4杯飲んだ」などと熱弁したことにより、Twitterでトレンド入りするなど全国的に話題となった[20][21]。
- 玄米フレークシェイク ずんだ小豆
  - 2003年および2007年に季節限定発売。バニラシェイクにずんだ餡などをトッピングしたもの[22]。
- ずんだ牛乳
  - 東北限定商品。「ブレンディ スティック ハローキティ ずんだミルクオレ」[23]。
  - ずんだラテ
- ずんだスムージー
- ずんだサイダー（枝豆パウダーを使用した炭酸飲料）

##### その他
- ずんだプリン（商品名は「ずんだぷりん」）
- ずんだブラン・マンジェ
- ずんだサブレ
- ずんだチーズケーキ
- ずんだショートケーキ
- ずんだパン
- ずんだトースト
- ずんだ生ジャム（商品名は「生ジャムずんだ」）
- ずんだキャラメル
- ずんだチョコレート（キットカットずんだ風味、アポロチョコレートずんだ餅風味、ルックチョコレートずんだ味など）
- ずんだ飴
- ずんだアイスクリーム
- ずんだソフトクリーム

### 塩味
枝豆をすりつぶしたものに砂糖を入れず、塩味にして用いる。

#### 伝統的なもの

##### ずんだを用いた伝統的な郷土料理
- ずんだ汁
  - 「呉汁」（水にうるかした大豆をすり潰して味噌汁に入れたもの）のこと。北海道・道南地方や岩手県ではこれを「ずんだ汁」と言う。この場合の「ずんだ汁」は茶色をしている。
  - 呉汁の製法において、大豆の代わりに枝豆をすり潰して入れたものは「枝豆呉汁」「青呉汁」あるいは「ずんだ汁」と言う。この場合の「ずんだ汁」は緑色をしている。

#### 新規に開発されたもの

##### スナック菓子
- ずんだ煎餅（ばかうけずんだ味など）
- ずんだプリッツ（東北地方の道の駅等の一部店舗のみ販売）
- ずんだじゃがりこ

##### 飴菓子
- ずんだキャラメル（東北地方の道の駅等の一部店舗のみ販売）

##### 食事用
- ずんだ笹かまぼこ
- ずんだ豆腐
- ずんだラーメン（麺に枝豆ペーストが練りこまれている）
- ずんだ冷麺（スープに枝豆ペーストが溶かしてある）
- ずんだ寿司（すり潰した枝豆+わさび+マヨネーズ）

##### 地元の料理研究家が提案しているもの
- ずんだコロッケ
- ずんだと豆乳のスパゲティ
- ずんだスープ（イタリア・シチリア料理のマッコ・ディ・ファーベに類似）
- 里芋のずんだマヨネーズ和え

## キャラクター商品
ずんだ・ずんだ餅・枝豆を擬人化したキャラクター商品がいくつか存在する。
ずんだ&もちこ
やなせたかしが作画した北上京だんご本舗（仙台市）のキャラクター。やなせたかしが作詞・作曲し、大和田りつこ&岡崎裕美（＋KAMATAROW）が歌う「ずんだもちのデュオ」（カップリング曲：「ずんだもちワルツ」）でCD制作もしている。
ずんだっち、ずんだり〜な
2008年（平成20年）に東日本放送（仙台市）のテレビ番組『裏影』のコーナー「裏影プレゼンツ 宮城ご当地キャラクターコンテスト」において生まれたキャラクター。グッズ展開もされた。
東北ずん子、ずんだもん
2011年（平成23年）3月11日に発生した東北地方太平洋沖地震（東日本大震災）からの復興支援を目的に、同年10月27日よりずんだをモチーフにしたキャラクターとして東北ずん子が提供開始された。後に関連キャラクターとして、同じくずんだをモチーフにしたマスコットの「ずんだもん」も生まれた
ズンダリアンこけし、ずんだ忍者こけし
仙台弁こけし（仙台弁をしゃべる宮城県のご当地キャラクター）のキャラクターメンバーとして、2023年8月に新登場した。
その他
ずんだ餅をモチーフにしたこけしや、ご当地キティ「ハローキティ 宮城 仙台ずんだもちバージョン」、さらには枝豆をモチーフにした「ずんだキューピー」やご当地限定まりもっこり「変身もっこり☆ずんだ豆」などもある。

## 評価
- 河北新報がインターネット上で行った好きな餅についてのアンケートでは、「ずんだ」が最高の支持率を集めた[32]。
- 宮城県民に聞いた「全国にアピールしたい宮城県の食べ物」では、「ずんだ餅」が1位となった[33]。